# Blair Witch
Blair Witch (no Brasil, Bruxa de Blair e em Portugal, O Bosque de Blair Witch) é um filme americano de 2016 em forma de pseudodocumentário, dirigido por Adam Wingard e escrito por Simon Barrett. É uma sequência direta do original The Blair Witch Project de 1999, estrelado por James Allen McCune, Callie Hernandez, Brandon Scott, Corbin Reid, Wes Robinson e Valorie Curry.
O filme acompanha um grupo de universitários e guias locais que se aventuram no Black Hills Forest, em Maryland para desvendar os mistérios do desaparecimento de Heather Donahue, a irmã de um dos personagens, ocorrido anos antes.
Inicialmente, a conexão do filme à franquia de filmes Blair Witch foi mantida em segredo, enquanto era produzido sob o título falso The Woods.

## Enredo
O casal Lane e Talia encontra a fita de vídeo original de Heather Donahue, que desapareceu em 1999 no bosque perto de Burkittsville e entra em contato com James, o irmão, na época um jovem de apenas 8 anos. Empolgado com a possibilidade de reencontrar a irmã, apesar de todos os esforços do FBI em tentar localizá-la após seu desaparecimento, James passa a investigar a lenda da Bruxa de Blair e localiza Peter Jones, um dos rapazes que participaram da busca. Peter não acredita nas chances de encontrar Heather e tampouco na ligação dos fatos com a existência da bruxa, mas por amizade aceita o desafio de acompanhar James à Black Hills Forest, em Maryland, e convida a namorada Ashley Bennett e a estudante de cinema Lisa Arlington, que resolve produzir o seu documentário a partir das imagens produzidas.
Em Maryland os quatro encontram o casal, que acerta a entrega da fita sob uma condição: participarem das buscas. Peter se opõe, mas Ashley o convence a aceitá-los porque somente eles sabem o local exato onde a fita foi encontrada. Todos partem para o bosque e montam acampamento após atravessarem um lago, onde Ashley corta o pé. Anoitece e a discussão gira em torno do desaparecimento do grupo de Heather, assim como outras ocorrências misteriosas na região, os quais atribuem à Bruxa de Blair.
Durante a madrugada o grupo se assusta com os ruídos do bosque, mas acaba por dormir até às duas da tarde e se dão conta dos símbolos estranhos pendurados nas árvores, cercando todo o acampamento. Assustados, os quatro amigos optam por prosseguir, apesar da relutância de Lane e Talia. Lisa então percebe a existência de um fio que parte da mochila de Lane, que admite ser o responsável pela elaboração dos símbolos no decorrer da noite. Lane e Talia são banidos do grupo. Depois de várias horas de caminhada, os quatro não percebem que estão andando em círculos e no fim da tarde voltam ao local do acampamento, mediante os dados imprecisos do GPS. Lisa controla um drone para obter a sua localização, mas ele se choca contra as árvores. Ashley adoece, forçando o grupo a acampar novamente. Peter vai buscar lenha, mas é perseguido por uma entidade desconhecida até que uma árvore cai sobre ele e o fere. James corre em seu auxílio, mas encontra apenas a lanterna de Peter.
Durante a noite James e Lisa ouvem mais sons. Momentos depois Lane e Talia surgem, alegando que cinco dias se passaram sem que amanhecesse. Em seu estado maltrapilho, Lane culpa o grupo por tudo o que está acontecendo e foge, enquanto Talia fica. James e Lisa vão dormir, mas ainda está escuro quando o despertador de Lisa acusa que são sete da manhã. Talia começa a gritar mediante a aparição de figuras maiores cercando o acampamento, em composição de gravetos. Talia vê tufos de cabelo seu amarrado a uma das figuras e Ashley, devastada pelo desaparecimento de Peter, acusa Talia de promover uma farsa e quebra a figura que possui o seu tufo de cabelo amarrado. O corpo de Talia é violentamente rasgado e Ashley grita horrorizada. Uma força invisível, em seguida, destrói as cabanas e todos correm. Ashley, distante de todos, percebe que o ferimento do pé subiu-lhe às pernas e arranca um objeto encravado nela. Nesse instante encontra o drone, mas numa tentativa de resgatá-lo por estar preso a uma árvore, acaba puxada por uma força sobrenatural.
Uma tempestade faz com que Lisa e James avistem a cabana de Rustin Parr. James acredita ver a sua irmã no andar de cima da casa e entra, mesmo com a relutância de Lisa. A suposta possibilidade de encontrar Heather atrai James para o andar de cima enquanto Lisa, sozinha, corre na direção do porão ao avistar a presença de uma criatura humanoide saindo por detrás das árvores. No porão Lisa encontra Lane em desespero, sujo, barbudo, dando a impressão de que longo tempo havia passado. Lane a arrasta para um alçapão e a tranca. Lisa entra em desespero, mas encontra um túnel subterrâneo por onde encontra forças para atravessar ao outro lado. Lane parte para cima dela, mas é morto a punhaladas. Perseguida pela entidade, Lisa corre até o quarto onde James se encontra. Os dois tentam barricar a porta, mas é inútil. O quarto ilumina-se e James pede para Lisa ficar no canto da sala, de rosto virado à parede, pois nada acontece a quem não vê a face da bruxa. James ouve a voz de Heather, vira-se e é morto. Lisa usa a câmera de Lane para ver indiretamente o que há por trás dela, começa a andar pra trás, mas uma simulação da voz de James lhe pedindo desculpas faz com que ela se vire e é morta. A câmara cai e corta para o preto.

## Elenco
| Ator/Atriz         | Personagem     |
| ------------------ | -------------- |
| James Allen McCune | James Donahue  |
| Callie Hernandez   | Lisa Arlington |
| Corbin Reid        | Ashley Bennett |
| Brandon Scott      | Peter Jones    |
| Wes Robinson       | Lane           |
| Valorie Curry      | Talia          |
| Heather Donahue    | Ela mesma      |

## Lançamento
O filme estreou no Festival Internacional de Cinema de Toronto em 11 de setembro de 2016 e foi lançado nos cinemas norte-americanos em 16 de setembro de 2016. No Brasil estreou um dia antes, em 15 de setembro de 2016, com o título original The Woods.

## Trilha Sonora
1. "Hakmarrja" – N.K.V.D[1][2]
2. "Pagan Dance Move" – Arnaud Rebotini[1][2]
3. "Rien à Paris" – Liz & László[1][2]